# The Final Station
The Final Station — компьютерная игра в жанре скролл-шутера, разработанная российской командой Do My Best Games и изданная компанией tinyBuild. Выпуск состоялся 30 августа 2016 года.

## Игровой процесс

Игровой процесс The Final Station

Игровой процесс The Final Station делится на две части. В первой части игрок путешествует между населёнными пунктами на поезде, в котором ему необходимо следить за вентиляцией и электричеством, которые регулярно ломаются; а также кормить и лечить выживших людей, найденных и спасённых на улице.
Во второй части геймплея поезд игрока останавливается в населённом пункте — и игрок исследует здания и подвалы в поисках припасов и выживших. Для продолжения путешествия игроку также необходимо найти четырёхзначный код, при помощи которого он сможет продолжить путешествие. Если довести найденных выживших до точки назначения, то игрок получает деньги, которые он может потратить на боеприпасы, аптечки и еду.

## Сюжет
Игровой персонаж, машинист Эдвард Джонс, водит поезда по кольцевой линии железных дорог некоей неназванной страны. За 106 лет до начала игры мир потрясла катастрофа — «Первое посещение». За Первым посещением стояли некие существа, не являющиеся людьми и известные просто как «Они». Кризис удалось преодолеть, и с тех пор страной управляет Совет, на протяжении десятилетий ведущий подготовку ко Второму посещению. В начале игры Джонсу поручают экспериментальный локомотив Belus-07, который должен забрать специальный груз; уже в дороге машинист узнаёт, что Второе посещение началось — на города падают капсулы с газом, герой сталкивается с военными и беженцами. Он вынужден сражаться с жертвами газа, превратившимися в агрессивных существ наподобие зомби. Позже Джонс подбирает ценный груз — источник питания и центральный процессор для Стража, огромной военной машины, которая должна защитить человечество от Второго посещения. Джонс привозит этот ценный груз в город Метрополь, где идёт строительство Стража, а затем продолжает свой путь по кольцу, надеясь попасть домой в город Редмунд: там его ждёт дочь.
По дороге домой Джонс встречает таинственного незнакомца по имени Артур Вейн. Вейн открывает Джонсу, что загадочный газ из запущенных «Ими» капсул — не яд, а трансгуманистическое «лекарство»: оно должно не убить людей, но сделать их сильнее. Большинство людей под действием газа превращается в бездумных «зомби», но немногие благополучно проходят трансформацию, сохраняя разум. Совет, к которому принадлежал и Вейн, ко временам действия игры состоял из коллаборционистов — они в действительности готовили страну не к обороне, а к сдаче «Им». Джонс до сих пор избегал воздействия газа благодаря излучению, генерируемому двигателем поезда — тоже «Их» технологии. В конечном счёте локомотив ломается, и Джонс продолжает свой путь пешком, без защиты; он проходит мимо останков потерпевшего поражение Стража и подвергается воздействию газа. Уже отравленный Джонс добирается до Редмунда и обнаруживает, что преображённые постлюди построили в этом месте счастливую утопию. Сам машинист, однако, теряет разум и превращается в обычного «зомби», не успев добраться до дочери; Вейн из милосердия убивает его, обещая машинисту присмотреть за дочерью.

### The Only Traitor
Действие дополнения разворачивается параллельно действию основной игры. Игрок берёт на себя роль выживальщика по имени Питер, который стремится добраться до убежища, к моменту начала Второго посещения. Он сбегает из своей квартиры на машине и начинает путешествовать по пересеченной местности, чтобы добраться до убежища, останавливаясь по пути в городах, чтобы собрать припасы. Поскольку машина рассчитана только на двух человек, Питер должен принимать решения о том, кого из выживших ему следует взять с собой, а кого оставить позади.
Питер в конце концов добирается до убежища, но с ужасом обнаруживает, что оно уже наглухо закрыто. Питер продолжает путь в надежде найти другое убежище в городе Ристоль, но и тамошнее убежище закрыто. Не имея другого выбора, Питер решает отправиться дальше на запад, в отдаленное убежище L-ABS. Однако по дороге туда Питер разбивает машину и вынужден идти дальше пешком. Он сталкивается с «Орденом» — организацией, которая захватывает выживших и насильно подвергает их действию газа в попытке раскрыть секрет успешной трансформации. Артур Вейн помогает Питеру спастись; в итоге герой оказывается перенесённым в сюрреалистический пейзаж, нарушающий законам пространства и времени. В конце концов Питер снова встречает Вейна и заключает с ним сделку: Питер сможет укрыться в убежище L-ABS, но в обмен на это должен убить машиниста Эдварда Джонса — протагониста основной игры. Затем Вейн покидает Питера; герой сталкивается с самим Джонсом, и тот предлагает выживальщику место в своем поезде.

## Разработка
The Final Station находилась в разработке 2,5 года, прежде чем была выпущена как полноценная игра в 2016 году и стала первой игрой, выпущенной Do My Best Games. TinyBuild является издателем/соразработчиком. TinyBuild трансформировала часть своей студии, чтобы портировать сторонние инди-проекты на консоли одновременно с их разработкой. Таким образом, они могли сконцентрироваться на одном крупном релизе. Do My Best Games начали разработку с небольшого прототипа, который был изготовлен относительно быстро. Однако в этом прототипе отсутствовала пара очень важных механик. Из-за этого им пришлось внести множество изменений. Следующим шагом стало создание демо, в котором были представлены все механики. Эта версия игры была передана прессе и издателям. После этого шага они начали создавать игровые уровни и другой контент. В 2017 вышло DLC под названием The Only Traitor, в нём игрок берёт на себя роль выживальщика по имени Питер.

## Отзывы критиков

### The Final Station
| Сводный рейтинг       | Сводный рейтинг                                        |
| Агрегатор             | Оценка                                                 |
| --------------------- | ------------------------------------------------------ |
| GameRankings          | 75,75 %                                                |
| Metacritic            | (PC) 76/100 (PS4) 68/100 (XONE) 70/100 (Switch) 80/100 |
| OpenCritic            | 74/100                                                 |
| «Критиканство»        | 78/100                                                 |
| Иноязычные издания    |                                                        |
| Издание               | Оценка                                                 |
| Destructoid           | 8/10                                                   |
| GameSpot              | 7/10                                                   |
| Hardcore Gamer        | 4/5                                                    |
| Nintendo Life         | [ 16 ]                                                 |
| Nintendo World Report | 8,5/10                                                 |
| Русскоязычные издания |                                                        |
| Издание               | Оценка                                                 |
| PlayGround.ru         | 8,5/10                                                 |
| Riot Pixels           | 80 %                                                   |

The Final Station получила положительные отзывы, согласно агрегатору рецензий Metacritic.
Гонсалу Лопес из Nintendo Life назвал игру «уникальным путешествием».
Алексей Гилядов из GameSpot оценил «отличное» сочетание динамичного экшена и стратегии, однако отметил что диалоги в игре «тусклые».
Стивен Тернер из Destructoid отметил что разработчики приложили «впечатляющие» усилия, однако в игре имеются «заметные» проблемы.
Даан Купман из Nintendo World Report отметил что к управлению нужно «немного» привыкнуть назвав проект несколько «линейным».
Hardcore Gamer подводя вердикт назвал игру «свежим глотком воздуха» отметив «интересное» сочетание механики выживания и платформера.

### The Only Traitor
| Иноязычные издания | Иноязычные издания |
| Издание            | Оценка             |
| ------------------ | ------------------ |
| GameCritics        | 8,5/10             |
| Gamers Heroes      | 80 %               |

Дэниел Вайссенбергер из GameCritics назвал DLC «достойным» продолжением, улучшающим механику игры а также оценил «интригующую» историю, сочетающиеся с основным сюжетом.
Сергей Агеев из FatCatSlim подводя итог отметил что дополнение скорее «вредит» основной игре.
Джонни Хурикейн из Gamers Heroes остался доволен DLC, назвав разве что цену дополнения «кражей».

## Продажи
Летом 2018 года, благодаря уязвимости в защите Steam Web API, стало известно, что точное количество пользователей сервиса Steam, которые играли в игру хотя бы один раз, составляет 145 897 человек.